# المصيلحة
المصيلحة إحدى قرى مركز شبين الكوم التابع لمحافظة المنوفية بجمهورية مصر العربية.

## التاريخ
قرية المصيلحة من القرى القديمة، حيث وردت باسم «المصيلحة» في أعمال المنوفية ضمن قرى الروك الناصري التي أحصاها ابن الجيعان في كتاب «التحفة السنية بأسماء البلاد المصرية». وفي العصر العثماني وردت باسم «المصيلحة» في التربيع العثماني الذي أجراه الوالي العثماني سليمان باشا الخادم في عصر السلطان العثماني سليمان القانوني ضمن قرى ولاية المنوفية، وفي تاريخ 1228هـ/1813م الذي عدّ قرى مصر بعد المسح الذي قام به محمد علي باشا باسم «المصيلحة» ضمن قرى مديرية المنوفية.

## السكان
بلغ عدد سكان المصيلحة 11,750 نسمة، حسب الإحصاء الرسمي لعام 2006.